# Chico Geraldes
Chico Geraldes (Lissabon, 18 april 1995) is een Portugees voetballer die bij voorkeur als aanvallende middenvelder speelt. Hij stroomde in 2017 door vanuit het tweede elftal van Sporting Lissabon. In juli 2018 werd Geraldes uitgeleend aan Eintracht Frankfurt, zonder aankoopoptie.

## Clubcarrière
Geraldes doorliep de jeugd van Sporting Lissabon. In het seizoen 2014/15 maakte hij de overstap naar het tweede elftal, uitkomend in de Segunda Liga. In het seizoen 2016/17 werd Geraldes uitgeleend aan Moreirense FC. Zijn debuut in de Portugese Primeira Liga maakte hij op 13 augustus 2016 in de wedstrijd tegen FC Paços de Ferreira. De wedstrijd eindigde op 1–1. Geraldes gaf een assist aan Ença Fati. De daaropvolgende speeldag, op 21 augustus 2016, maakte hij zijn eerste doelpunt, in de met 0–3 gewonnen wedstrijd tegen CD Feirense. Vanaf juli 2017 maakte hij definitief deel uit van het eerste elftal van Sporting Lissabon. Toch werd Geraldes opnieuw verhuurd, ditmaal aan Rio Ave. Ook tijdens het seizoen 2018/19 stond een uitleenbeurt op het programma. Ditmaal werd Geraldes overgenomen door Eintracht Frankfurt, uitkomend in de Bundesliga.

## Clubstatistieken
| Seizoen     | Club                  | Competitie    | Competitie | Competitie | Beker | Beker | Internationaal | Internationaal | Totaal | Totaal |
| Seizoen     | Club                  | Competitie    | Wed.       | Dlp.       | Wed.  | Dlp.  | Wed.           | Dlp.           | Wed.   | Dlp.   |
| ----------- | --------------------- | ------------- | ---------- | ---------- | ----- | ----- | -------------- | -------------- | ------ | ------ |
| 2014/15     | Sporting Lissabon II  | Segunda Liga  | 22         | 4          | 0     | 0     | —              | —              | 22     | 4      |
| 2015/16     | Sporting Lissabon II  | Segunda Liga  | 38         | 8          | 0     | 0     | —              | —              | 38     | 8      |
| 2016/17     | → Moreirense FC       | Primeira Liga | 15         | 1          | 5     | 1     | —              | —              | 20     | 2      |
| 2016/17     | Sporting Lissabon II  | Segunda Liga  | 6          | 0          | 0     | 0     | —              | —              | 6      | 0      |
| 2017/18     | Sporting Lissabon     | Primeira Liga | 0          | 0          | 0     | 0     | —              | —              | 0      | 0      |
| 2017/18     | → Rio Ave FC          | Primeira Liga | 30         | 3          | 8     | 0     | —              | —              | 38     | 3      |
| 2018/19     | → Eintracht Frankfurt | Bundesliga    | 0          | 0          | 0     | 0     | —              | —              | 0      | 0      |
| Club totaal | Club totaal           | Club totaal   | 111        | 16         | 13    | 1     | 0              | 0              | 124    | 17     |

Laatste aanpassing op 28 augustus 2018
1 Trapp  ·
3 Theate ·
4 Koch ·
5 Amenda ·
6 Højlund ·
7 Marmoush ·
8 Chaïbi ·
9 Matanović ·
11 Ekitike ·
13 Kristensen ·
15 Skhiri ·
16 Larsson ·
18 Dahoud ·
19 Bahoya ·
20 Uzun ·
21 Brown ·
22 Chandler ·
23 Lisztes ·
26 Ebimbe ·
27 Götze ·
28 Wenig ·
29 Nkounkou ·
33 Grahl ·
34 Collins ·
35 Tuta ·
36 Knauff ·
37 Santos ·
41 Onguéné ·
44 Bautista ·
45 Loune ·
47 Fenyő ·
Coach: Toppmöller
· Keeperstrainer: Zimmermann